# Trout Valley (Nuevo México)
Trout Valley es un lugar designado por el censo ubicado en el condado de Grant en el estado estadounidense de Nuevo México. En el Censo de 2010 tenía una población de 16 habitantes y una densidad poblacional de 33,94 personas por km².

## Geografía
Trout Valley se encuentra ubicado en las coordenadas 33°2′10″N 108°11′21″O / 33.03611, -108.18917. Según la Oficina del Censo de los Estados Unidos, Trout Valley tiene una superficie total de 0.47 km², de la cual 0.47 km² corresponden a tierra firme y (0%) 0 km² es agua.

## Demografía
Según el censo de 2010, había 16 personas residiendo en Trout Valley. La densidad de población era de 33,94 hab./km². De los 16 habitantes, Trout Valley estaba compuesto por el 100% blancos, el 0% eran afroamericanos, el 0% eran amerindios, el 0% eran asiáticos, el 0% eran isleños del Pacífico, el 0% eran de otras razas y el 0% pertenecían a dos o más razas. Del total de la población el 6.25% eran hispanos o latinos de cualquier raza.